# Malikathota
Malikathota (nep. मालिका थोटा) – gaun wikas samiti w zachodniej części Nepalu w strefie Karnali w dystrykcie Jumla. Według nepalskiego spisu powszechnego z 2001 roku liczył on 474 gospodarstw domowych i 2768 mieszkańców (1318 kobiet i 1450 mężczyzn).